# 奧莉加·沙圖諾夫斯卡婭
奧莉加·格里戈里耶芙娜·沙圖諾夫斯卡婭（俄语：О́льга Григо́рьевна Шатуно́вская，羅馬化：Olga Grigoryevna Shatunovskaya，1901年3月1日—1990年11月23日），蘇聯政治人物，是赫鲁晓夫时期的苏联共产党中央监察委员会委员，负责协助冤假错案平反的调查。